# Cybister irritans
Cybister irritans là một loài bọ cánh cứng trong họ Bọ nước. Loài này được Dohrn miêu tả khoa học năm 1875.